# Double Vision (Gordon Giltrap)
Double vision is een studioalbum van Gordon Giltrap en Raymond Burley. De twee gitaristen spelen arrangementen van Giltraps muziek voor twee gitaren. Het album is opgenomen op 5 september, 9 en 10 december 2003 in de Holy Trinity te  Weston te Hertfordshire. 

## Musici
- Gordon Giltrap, Raymond Burley – gitaar

## Muziek
| Nr. | Titel                                     | Duur |
| --- | ----------------------------------------- | ---- |
| 1.  | Middle goes west                          | 4:58 |
| 2.  | The racer                                 | 3:45 |
| 3.  | Ravensbourn (Giltrap, Burley)             | 3:54 |
| 4.  | Under this blue sky                       | 3:49 |
| 5.  | Sing a song of sixpence (Giltrap, Burley) | 2:13 |
| 6.  | Down the river                            | 7:57 |
| 7.  | A Christmas carol                         | 2:44 |
| 8.  | The picnic                                | 4:16 |
| 9.  | The passing of a queen                    | 3:18 |
| 10. | Heartsong                                 | 5:42 |
| 11. | Daisy chain                               | 3:24 |
| 12. | Fast approaching                          | 4:22 |
| 13. | Isabella’s wedding                        | 3:52 |
| 14. | Tailor bird                               | 2:39 |